# Echelus
Echelus is een geslacht van straalvinnige vissen uit de familie van de slangalen (Ophichthidae). Het geslacht werd voor het eerst wetenschappelijk beschreven in 1810 door Constantine Samuel Rafinesque.

## Soorten
- Echelus myrus (Linnaeus, 1758)
- Echelus pachyrhynchus (Vaillant, 1888)
- Echelus polyspondylus McCosker & Ho, 2015
- Echelus uropterus (Temminck & Schlegel, 1846)